# 里奇蘭鎮區 (堪薩斯州馬歇爾縣)
里奇蘭鎮區（英語：Richland Township）為美國堪薩斯州馬歇爾縣轄下的鎮區。2010年美国人口普查中此鎮區人口有154人。

## 地理
里奇蘭鎮區涵蓋總面積為92.6平方（35.74平方英里），其中陸地面積為92.3平方（35.64平方英里），水域面積為0.26平方（0.1平方英里）或0.28%。海拔高度435（1,427英尺）。

## 人口統計
根據2010年美國人口普查，里奇蘭鎮區人口有154人，其中男性有76人，女性有78人，人口密度為每平方公里1.66人，住房計88戶。鎮區內的白人有151人，非裔美國人有0人，美洲原住民有0人，亞裔美國人有0人，太平洋島裔美國人有0人，其他種族有0人，混血種族則有3人。此外鎮區內有0人為西班牙裔或拉丁裔美國人。此鎮區之年齡中位數為52.5歲，而男性年齡中位數為54歲，女性年齡中位數為51歲。

## 交通

### 主要公路
- 99號堪薩斯州州道